# Ці Байши
Ці Байши (спрощ.: 齐白石; кит. трад.: 齊白石; піньїнь: Qí Báishí, 1 січня 1864 —16 вересня 1957) — китайський художник, майстер гравіювання печаток в стилі чжуань.

## Життєпис

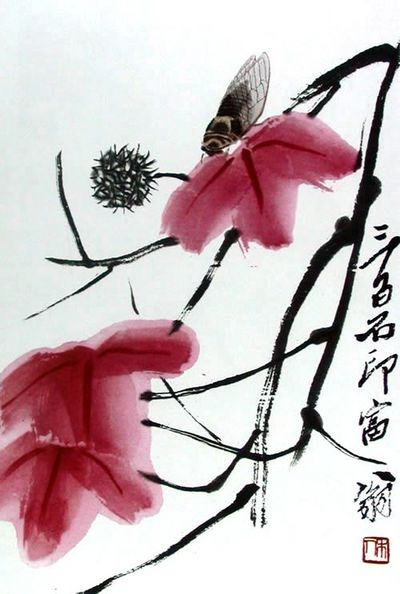
Малюнок цикад авторства Ці Байши

Народився 1 січня 1864 року у м. Сянтань, провінція Хунань. Походив з бідної селянської родини. З дитинства вивчав каліграфію та живопис. Втім скрутне становище родини змісило Ці Байши спочатку стати вівчаром, а у 14 років теслею. Втім жага до навчання змусила Байши піти з дому. Близько 40 років він мандрував, навчаючись мистецтву у різних майстрів, зокрема у Ху Ціньюаня. Зрештою у 1917 році перебирається до Пекіна. Тут він починає свою кар'єру художника. Він працював професором Пекінського державного художнього інституту.
Авторитет художника врятував Ці Байши під час окупації Пекіна японцями у 1937 році. Увесь час знаходження загарбників у Пекіні митець провів під домашнім арештом.
У 1940-х роках підтримав діяльність Комуністичної партії Китаю. завдяки цьому у 1953 році отримав змогу очолити Спілку китайських художників. У 1954 році був обраний делегатом до першої сесії Всекитайських зборів народних представників від провінції Хунань. У 1955 році стає почесним професором Центральної художньої академії, почесним очільником Пекінської академії живопису. На той час авторитет митця досяг значних висот. Тоді ж він отримав звання «великого художника китайського народу». У 1956 році отримав Міжнародну премію Миру. Ці Байши помер 16 вересня 1957 року у Пекіні.

## Творчість
Його найкращі твори — «Квіти-птахи», «Камінний і металевий барельєф». 22 травня 2011 року його картина «Сосни і кипариси» продана з аукціону за приголомшливу ціну — 425,5 млн юней.